# Kennel Club (Regne Unit)

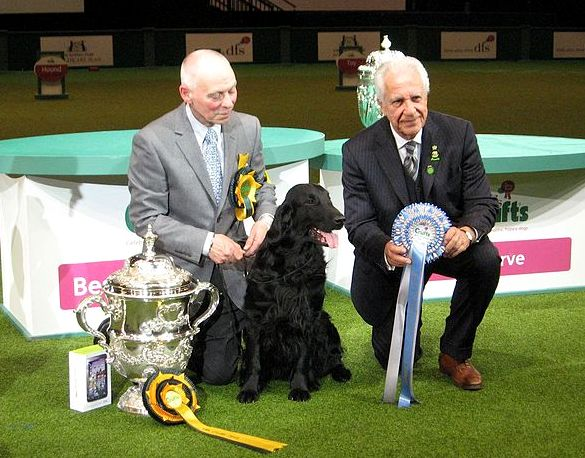
Guanyadors de l'exposició canina de 2011.

The Kennel Club és un club caní del Regne Unit. El seu objectiu principal és la millora de tot el relacionat amb el món del gos, tractant també de conscienciar els posseïdors de mascotes sobre la importància de mantenir-les sanes, segures i felices. És soci no membre de la Federació Cinològica Internacional.